# Stayman
Stayman to popularna konwencja brydżowa opracowana przez amerykańskiego eksperta George'a Rapee, jednak pierwszą osobą która ten pomysł opublikowała i spopularyzowała był inny brydżysta Samuel Stayman.
Po naturalnym otwarciu 1BA, 2♣ to sztuczne pytanie o liczbę kart w kolorach starszych u otwierającego.  W najprostszej (i najbardziej popularnej) wersji tej konwencji, odpowiedź 2♦ zaprzecza posiadania starszej czwórki, 2♥ pokazuje cztery kiery i nie zaprzecza możliwości posiadania czterech pików, a 2♠ obiecuje cztery piki, zaprzecza jednak możliwości posiadania czterech kierów.
Pytaniem "Staymana" może też być odzywka 3♣ po naturalnym, silnym otwarciu 2BA (niekiedy funkcjonuje to pod nazwą Baron).
Istnieje bardzo wiele odmian tej konwencji, podstawowe z nich to:
1. Stayman odwrotny ("Puppet Stayman"), w podstawowej wersji tej odmiany "Staymana", po pytaniu 2♣ otwierający musi zalicytować 2♦ po czym odpowiadający licytuje 2♠ aby pokazać czwórkę pikową, 2♥ aby pokazać czwórkę kierową lub 2BA aby pokazać obie starsze czwórki. W innej wersji tej konwencji (jeżeli systemowo otwierający może mieć starszą piątkę w otwarciu 1 lub 2BA), po pytaniu 2♣, 2♦ zaprzecza posiadania starszej piątki, a dwa w kolor starszy obiecuje pięć kart w tym kolorze,
2. Stayman rozkładowy, popularne w Polsce rozszerzenie podstawowej konwencji Staymana, w której odpowiadający korzystając w odzywek typu "relay" może zapytać się otwierającego o dokładny układ jego ręki, a później o lokalizację honorów.
3. 2-way Stayman, w tym rozwiązaniu rolę Staymana pełnią dwie odzywki, 2♣ która jest pytaniem słabym oraz 2♦, która jest pytaniem silnym, forsującym do końcówki – to rozwiązanie stosowane jest przez wiele par grających słabym 1BA.